# قانون شیمیایی
قانون‌های شیمیایی آن دسته از قانون‌های طبیعت اند که با شیمی مرتبطند. پایه ای‌ترین مفهوم در شیمی قانون پایستگی جرم است که بیان می‌دارد در طی یک واکنش شیمیایی معمولی هیچ جرمی از میان نمی‌رود. فیزیک نوین نشان می‌دهد که آنچه پایسته است در اصل انرژی است و انرژی و جرم با هم رابطه دارند. مفهومی که در شیمی هسته‌ای بسیار مهم است. پایستگی انرژی منجر به مفهوم مهم تعادل، ترمودینامیک و سینتیک می‌شود.